# Boskoop
Jabłoń domowa 'Boskoop' albo 'Piękna z Boskoop' – odmiana uprawna jabłoni domowej, pochodząca z Holandii. Otrzymana jako triploid przez W. Ottolandera w 1850 roku. Odmiana deserowa i przerobowa. W okres owocowania wchodzi bardzo wcześnie, owocuje obficie. W Polsce należy do najbardziej znanych odmian, choć uprawiana jest coraz rzadziej i głównie w starych sadach i ogrodach przydomowych. Wciąż popularna w intensywnych sadach Holandii, Belgii, Niemiec i Danii.

## Morfologia

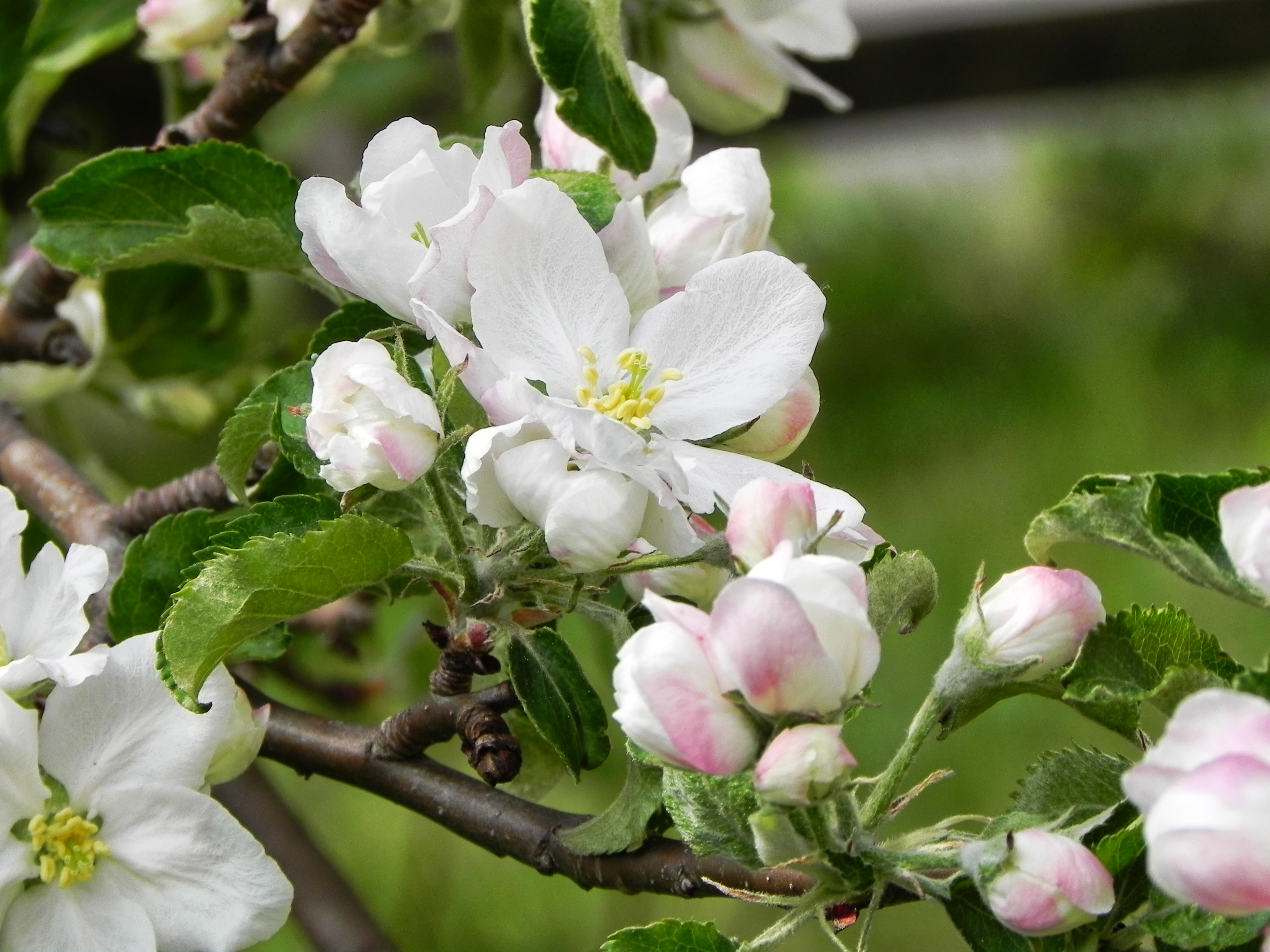
Kwitnienie

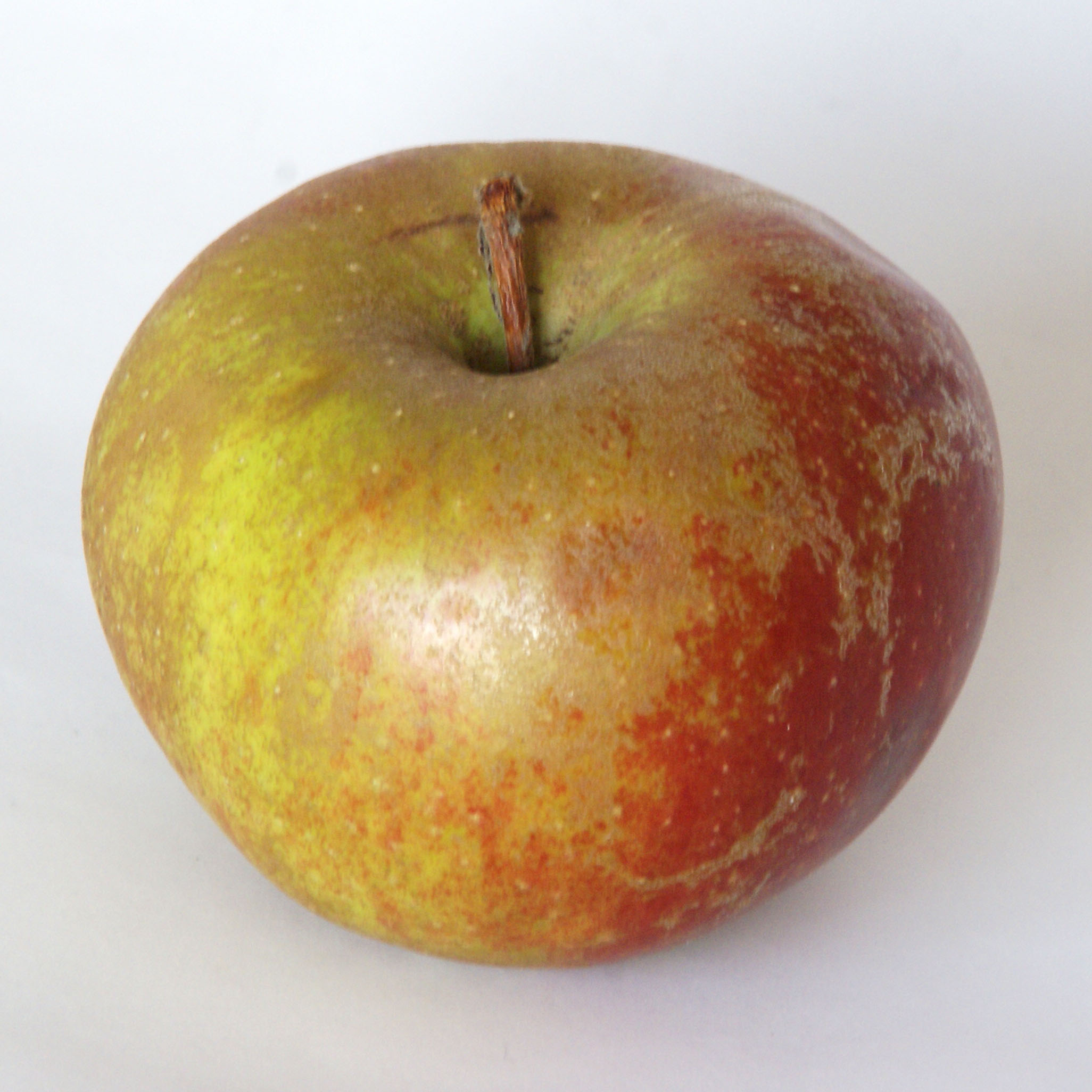
Piękna z Boskoop

PokrójDrzewo rośnie bardzo silnie, a po wejściu w okres owocowania wzrost nieznacznie słabnie. Korona ma kształt kulisty, na konarach wyrastają liczne krótkopędy. Wymaga cięcia prześwietlającego i odmładzającego.
OwoceDuże lub bardzo duże, baryłkowate, często nieregularne. Skórka średniej grubości, szorstka i silnie ordzawiona niekiedy pokryta częściowo krwistym lub pomarańczowym rozmyto-paskowanym rumieńcem. Przetchlinki są wyraźne, liczne, dość duże i jasnoszare. Miąższ gruboziarnisty, soczysty, kruchy, dość kwaśny o korzennym posmaku i aromacie.

## Rozwój
W okres owocowania wchodzi średnio wcześnie, na ogół w 3–4 roku po posadzeniu. Jest odmianą plonującą dość obficie, lecz w starszym wieku przeważnie przemiennie. Ze względu na triploidalność jest złym zapylaczem i wymaga zapylenia pyłkiem innej odmiany. Dobrymi zapylaczami dla Boskoopa są m.in. Golden Delicious, Szampion, Oliwka Żółta, Gloster, Landsberska, Idared i Elstar. Kwitnie wcześnie, przed okresem masowego kwitnienia jabłoni.

## Uprawa
PielęgnacjaDobrze owocuje w rejonach o wysokiej wilgotności powietrza. Nakłady na ochronę są niewielkie, lecz ze względu na wrażliwość na mróz wymaga ciepłego stanowiska i zalecana jest do uprawy w cieplejszych rejonach Polski. Konieczne jest stosowanie podkładek karłowych gdyż rośnie bardzo silnie.
Owocowanie i przechowywanieW warunkach polskich dojrzałość zbiorczą osiąga w II dekadzie października, lecz po dojrzeniu nie opada. Dojrzałość konsumpcyjną w zależności od przechowywania osiągają w przechowalni na przełomie roku, natomiast w chłodni w lutym i marcu. Odmiana ma dosyć dobrą zdolność przechowalniczą, w zwykłej chłodni można ją przechować do początku kwietnia, a w chłodni z atmosferą kontrolowaną do końca kwietnia – początku maja. W czasie przechowywania zalecana jest stosunkowo wysoka temperatura (3-4 °C), gdyż powszechnie stosowana dla jabłek temperatura poniżej 2 °C pogarsza smak. Ze względu na ordzawioną skórkę owoce silniej niż inne transpirują i są podatne na więdnięcie.

## Zdrowotność
Boskoop jest odmianą o dużej wrażliwości na mróz. Jest jednak odmianą o dużej odporności na parcha jabłoni, mączniaka jabłoni i zarazę ogniową. W czasie przechowywania może występować na owocach gorzka plamistość podskórna jabłek.

## Mutanty

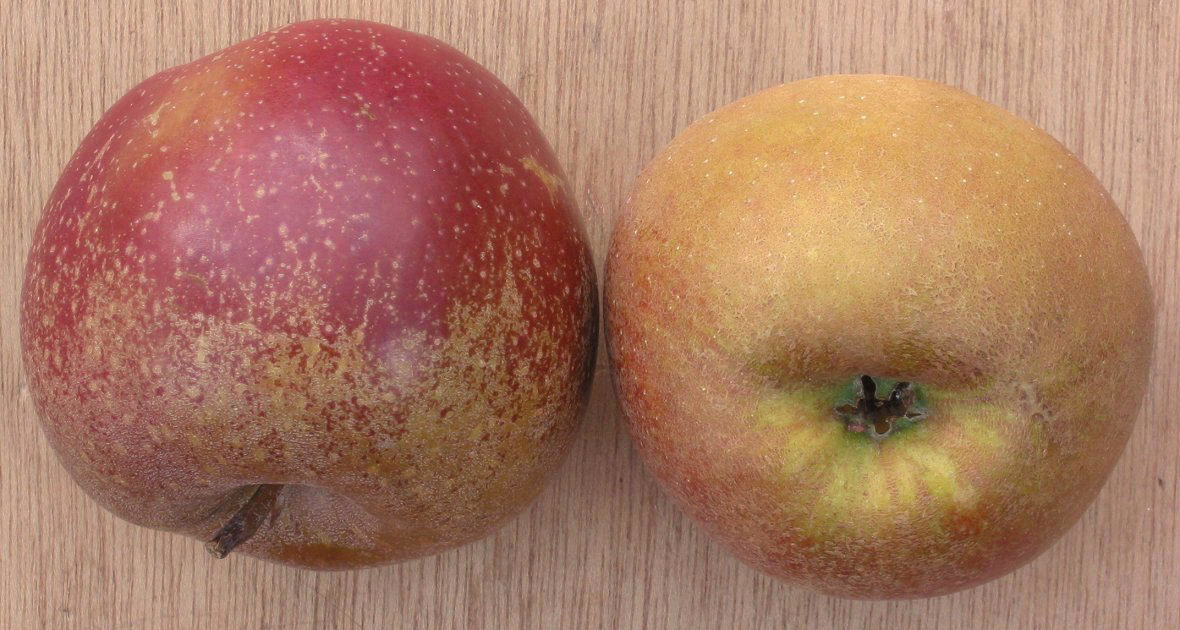
Owoce czerwonego sporta odmiany Boskoop

Na odmianie Boskoop znaleziono wiele sportów różniących się zabarwieniem lub charakterem wzrostu.
- Red Boskoop Schmitz Hübsch – znaleziony w Niemczech o owocach czerwonopurpurowych[3], wpisany do Rejestru Odmian prowadzonego przez Centralny Ośrodek Badania Odmian Roślin Uprawnych w 1990 roku[2].
- Boskoop Noville – wyselekcjonowany w Belgii o dużym, purpurowym rumieńcu,
- Red Boskoop Welbo – znaleziony w Holandii, o owocach z rozmytym ciemnopurpurowym rumieńcem[4],
- Boskoop Spur Tellier – pochodzi z Francji, ma zwarty kolumnowy pokrój korony,
- Spurkoop – sport drugiego rzędu znaleziony na Red Boskoop Schmitz Hübsch o bardzo zwartej koronie z dużą liczbą krótkopędów[6].
- Bieling Boskoop – znaleziony w Holandii o najbardziej intensywnym czerwonym rumieńcu[3].